# Królowa łez
„Królowa łez” – drugi singel polskiej piosenkarki Agnieszki Chylińskiej, promujący jej drugi album studyjny, zatytułowany Forever Child. Utwór został napisany przez wokalistkę we współpracy z Bartkiem Królikiem i Markiem Piotrowskim (muzyka).
Kompozycja znalazła się na 1. miejscu listy AirPlay, najczęściej odtwarzanych utworów w polskich rozgłośniach radiowych. Nagranie otrzymało w Polsce status diamentowego singla, przekraczając liczbę 100 tysięcy sprzedanych kopii.

## Geneza utworu i historia wydania
Utwór został napisany przez Agnieszkę Chylińską, a skomponowany przez Bartka Królika i Marka Piotrowskiego.
Singel ukazał się w formacie digital download 30 września 2016 w Polsce za pośrednictwem wytwórni Warner Music Poland.

## Premiera utworu
Premiera singla odbyła się 30 września 2016 w radiu RMF FM.

## Sukces komercyjny
Nagranie było notowane na 1. miejscu w zestawieniu AirPlay – Top, najczęściej odtwarzanych utworów w polskich rozgłośniach radiowych, i pokrył się w Polsce diamentem, rozchodząc się w ponad 100 tysiącach kopii.

## Teledysk
Premiera teledysku do piosenki odbyła się 30 września 2016 w serwisie YouTube. Klip został wyreżyserowany przez Adama Gawendę i był kręcony w Tarnowskich Górach.

## Twórcy
Opracowano na podstawie materiału źródłowego.
- Agnieszka Chylińska – wokal prowadzący, autorstwo tekstu, produkcja muzyczna
- Bartek Królik – autorstwo muzyki, produkcja muzyczna
- Marek Piotrowski – autorstwo muzyki, produkcja muzyczna

## Lista utworów
- Digital download[2]

1. „Królowa łez” – 4:26

## Notowania
| Kraj   | Lista (2016)      | Najwyższa pozycja |
| ------ | ----------------- | ----------------- |
| Polska | AirPlay – Top     | 1                 |
| Polska | AirPlay – Nowości | 3                 |
| Polska | AirPlay – TV      | 4                 |

| Kraj   | Lista (2016) | Pozycja |
| ------ | ------------ | ------- |
| Polska | ZPAV         | 49      |
| Kraj   | Lista (2017) | Pozycja |
| Polska | ZPAV         | 92      |

## Certyfikaty
| Kraj          | Certyfikat       | Sprzedaż |
| ------------- | ---------------- | -------- |
| Polska (ZPAV) | diamentowa płyta | 100 000+ |

## Nagrody i nominacje
| Rok  | Konkurs                                             | Kategoria                                                     | Rezultat    |
| ---- | --------------------------------------------------- | ------------------------------------------------------------- | ----------- |
| 2016 | Gorąca 100                                          | 100 największych hitów 2016                                   | 44. miejsce |
| 2016 | Przebój roku RMF FM 2016                            | Przebój roku                                                  | 1. miejsce  |
| 2016 | Top 50 Poplisty RMF FM                              | 50 najczęściej notowanych utworów na Popliście w 2016         | 4. miejsce  |
| 2016 | Podsumowanie notowań Listy Przebojów Radia Zet 2016 | Najpopularniejsze utwory na Liście Przebojów Radia Zet w 2016 | 5. miejsce  |
| 2017 | Fryderyki 2017                                      | Utwór roku                                                    | Nominajca   |
| 2017 | Eska Music Awards 2017                              | Najlepszy hit                                                 | Nominacja   |
| 2017 | Eska Music Awards 2017                              | Eska TV Award – Najlepsze video                               | Wygrana     |